# Keaton Henson
Keaton Henson, född 24 mars 1988, är en engelsk musiker, konstnär och poet från London.
Som musiker är Keaton väldigt varierad. Hans två första album, Dear... och Birthdays, innehöll melankolisk folkrock, men 2014 utvidgade Keaton sin repertoar med sitt mer klassiska verk Romantic Works tillsammans med Ren Ford. I oktober 2015 utgav han, under pseudonymen Behaving, ett album med mer fokus på elektroniskt mixad musik och sång än den musik han släppt under sitt födelsenamn. I september 2016 utgav Keaton sitt fjärde och senaste album Kindly Now.
Förutom att vara musiker så är Keaton Henson även konstnär och poet. Han har publicerat två böcker, den grafiska novellen Gloaming, helt utan text, och poesisamlingen Idiot Verse.

## Diskografi
- 2012 – Dear...
- 2013 – Birthdays
- 2014 – Romantic Works
- 2015 – Behaving (as Behaving)
- 2016 – Kindly Now